# Bell 412
Bell 412 je višenamjenski helikopter kojeg proizvodi Bell Helicopter. Radi se o daljnjem razvoju modela Bell 212, od kojeg se ponajviše razlikuje kompozitnim četverokrakim glavnim rotorom.

## Razvoj
Razvoj ovog modela započeo je kasnih 1970-ih, tako što su dva Bell 212 prerađena u prototipe modela 412.  Unaprijeđeni četverokračni glavni rotor s manjim promjerom diska zamijenio je dvokračni glavni rotor modela 212. Prvi let prototipa Bell 412 zbio se u kolovozu 1979. godine. Inicijalni model certificiran je u siječnju 1981., a komercijalna isporuka zbila se istog mjeseca.
Nakon modela 412 uslijedila je inačica 412SP (Special Performance) s većim kapacitetom goriva, većom maksimalnom težinom uzlijetanja i većom mogućnošću za razmještaj sjedala. 1991. godine u proizvodnju je ušla inačica 412HP (High Performance) s poboljšanim prijenosom koja je zamijenila inačicu SP. Trenutačna proizvodna inačica, 412EP (Enhanced Performance), opremljena je s dvostrukim digitalnim automatskim upravljačkim sustavom.
Proizvedeno je preko 700 komada modela 412 (uključujući 260 koje je proizvela AgustaWestland) i koji su u službi.

## Inačice
Bell 412višenamjenski transportni helikopter.
Bell 412EPinačica poboljšanih performansi.
Bell 412HPinačica visokih performansi.
Bell 412SPinačica specijalnih performansi.
Military 412naoružana vojna inačica.
CH-146 Griffontransportni helikopter za Kanadske snage.
Bell Griffin HT1helikopter za naprednu obuku izrađen na osnovi Bell 412EP, kojeg koristi RAF od 1997.
Bell Griffin HAR2helikopter za traganje i spašavanje izrađen na osnovi Bell 412EP.
Agusta-Bell AB 412civilna višenamjenska transportna inačica, koju proizvodi talijanska Agusta.
Agusta-Bell AB 412EPtalijanska inačica Bell 412EP.
Agusta-Bell AB 412 Grifonevojna transportna inačica, koju proizvodi talijanska Agusta.
Agusta-Bell AB 412 CRESOtalijanska inačica, opremljena s radarom za nadzor površine.
NBell 412licencna inačica Bell 412 indonezijskog IPTN-a.

## Tehničke karakteristike (Bell 412EP)
Osnovne karakteristike
- posada: 1-2
- kapacitet: do 13 putnika
- dužina: 12,7 m
- promjer rotora: 14 m
- visina: 4,6 m

Letne karakteristike
- najveća brzina: 259 km/h
- ekonomska brzina: 226 km/h
- dolet: 745 km
- brzina penjanja: 6,86 m/s
- najveća visina leta: 6.096 m
- motor: 2× Pratt & Whitney Canada PT6T-3BE Twin-Pac turboosovinski

## Poveznice
- Bell 212

## Vanjske poveznice
- (en) Bell 412